# كونستانتين زامفير
كونستانتين زامفير هو لاعب كرة قدم روماني في مركز الوسط، ولد في 15 مايو 1951 في Bucșani, Giurgiu ‏ في رومانيا. لعب مع ستيوا بوخارست.

## وصلات خارجية
- كونستانتين زامفير على موقع قاعدة بيانات كرة القدم.إي يو (الإنجليزية)
- كونستانتين زامفير على موقع ناشيونال فوتبول تيمز (الإنجليزية)